# Mus saxicola
Mus saxicola är en däggdjursart som beskrevs av Elliot 1839. Mus saxicola ingår i släktet Mus och familjen råttdjur. Inga underarter finns listade i Catalogue of Life.

## Utseende
Denna mus är med en kroppslängd (huvud och bål) av 71 till 112mm, en svanslängd av 53 till 96mm och en vikt av 18 till 22g medelstor. Bakfötterna är 16 till 19mm långa. Den mer eller mindre taggiga pälsen har på ovansidan en sandbrun till mörk gråbrun färg. Undersidans päls är smutsig vit. Vid svansen är undersidan synlig ljusare. Honor har 10 eller 12 spenar som är ordnade i par. Mus saxicola har en diploid kromosomuppsättning med 22 till 26 kromosomer.

## Utbredning och ekologi
Arten förekommer med flera från varandra skilda populationer i Indien, Pakistan och Nepal. Denna mus vistas i låglandet och i bergstrakter upp till 1000 meter över havet. Den lever bland annat i mera torra lövfällande skogar, i buskskogar, i kultiverade områden och i gräsmarker. Individerna undviker öknar. De är aktiva på natten och går främst på marken.
Mus saxicola gräver i lövskiktet och i det översta jordlagret.

## Hot
För beståndet är inga hot kända och hela populationen anses vara stabil. IUCN kategoriserar arten globalt som livskraftig.